# Riedelia branderhorstii
Riedelia branderhorstii är en enhjärtbladig växtart som beskrevs av Theodoric Valeton. Riedelia branderhorstii ingår i släktet Riedelia och familjen Zingiberaceae. Inga underarter finns listade i Catalogue of Life.